# Linum trigynum
Lin de France
Espèce
Classification phylogénétique
Linum trigynum (le lin de France ou lin à trois styles) est une espèce de plantes à fleurs appartenant au genre Linum et à la famille des Linacées. C'est une plante herbacée annuelle trouvée en France et en Serbie.

## Répartition
En France, on le trouve par exemple sur l'Île de la Redonne dans le Var et dans la Réserve naturelle régionale des coteaux du Pont-Barré en Pays de la Loire.
En Serbie, on le trouve dans le massif montagneux de Fruška gora.

## Statut de protection
En France, l'espèce figure sur la liste rouge régionale de la flore vasculaire d'Île-de-France.